# Arari (microregio)
Arari is een van de 22 microregio's van de Braziliaanse deelstaat Pará. Zij ligt in de mesoregio Marajó en grenst aan de microregio's Belém, Cametá, Furos de Breves, Salgado, Macapá (AP). De microregio heeft een oppervlakte van ca. 28.948 km². In 2006 werd het inwoneraantal geschat op 127.950.
Zeven gemeenten behoren tot deze microregio:
- Cachoeira do Arari
- Chaves
- Muaná
- Ponta de Pedras
- Salvaterra
- Santa Cruz do Arari
- Soure

Mesoregio's: Baixo Amazonas · Marajó · Metropolitana de Belém · Nordeste Paraense · Sudeste Paraense · Sudoeste Paraense

Microregio's: Almerim · Altamira · Arari · Belém · Bragantina · Cametá · Castanhal · Conceição do Araguaia · Furos de Breves · Guamá · Itaituba · Marabá · Óbidos · Paragominas · Parauapebas · Portel · Redenção · Salgado · Santarém · São Félix do Xingu · Tomé-Açu · Tucuruí